# 富士産業 (建具製造メーカー)
有限会社富士産業（ふじさんぎょう）は静岡県磐田市に本拠を置く建具メーカー。

## 沿革
- 1968年（昭和43年）2月 創業
- 1978年（昭和53年）2月 現在地に工場を設立。チップボール襖芯の製造開始。
- 1990年（平成2年）1月 和襖完成品の製造を開始。
- 2001年（平成13年）10月 戸襖「ソラント」の製造を開始。
- 2014年（平成26年）6月 新商品「灯」「輝」「彩」の開発スタート。
- 2016年（平成28年）7月 新商品「輝」「灯」「彩」の販売開始。

## 関連リンク
- 公式ウェブサイト
- 富士産業 - YouTubeチャンネル

| スタブアイコン | サブスタブ | この項目は、まだ閲覧者の調べものの参照としては役立たない、企業に関連した書きかけの項目です。この項目を加筆・訂正などしてくださる協力者を求めています（PJ:経済）。 |